# Lordhowerall
Lordhowerall (Gallirallus sylvestris) är en fågel i familjen rallar som endast förekommer på en liten ö utanför Australien.

## Utseende och läten
Lordhowerallen är en stor rall med en kroppslängd på 34–42 cm för hanen och 32–37 cm för honan. Fjäderdräkten är olivbrun, undertill mattare. Vingarna är kastanjebruna med smala mörkbruna band på handpennor och handpennetäckare. På huvudet syns ett otydligt vitt ögonbrynsstreck och röda ögon. Den långa och böjda näbben är skär medan benen är ljust skärbruna. Lätet är en genomträngande upprepad vissling som ofta framförs i duett.

## Status och hot
Med tanke på artens mycket begränsade utbredningsområde och en världspopulation uppskattad till endast mellan 200 och 286 vuxna individer kategoriserar internationella naturvårdsunionen IUCN arten som starkt hotad (EN). Den har dock tack vare bevarandeåtgärder ökat i antal åtminstone det senaste decenniet.

## Bilder

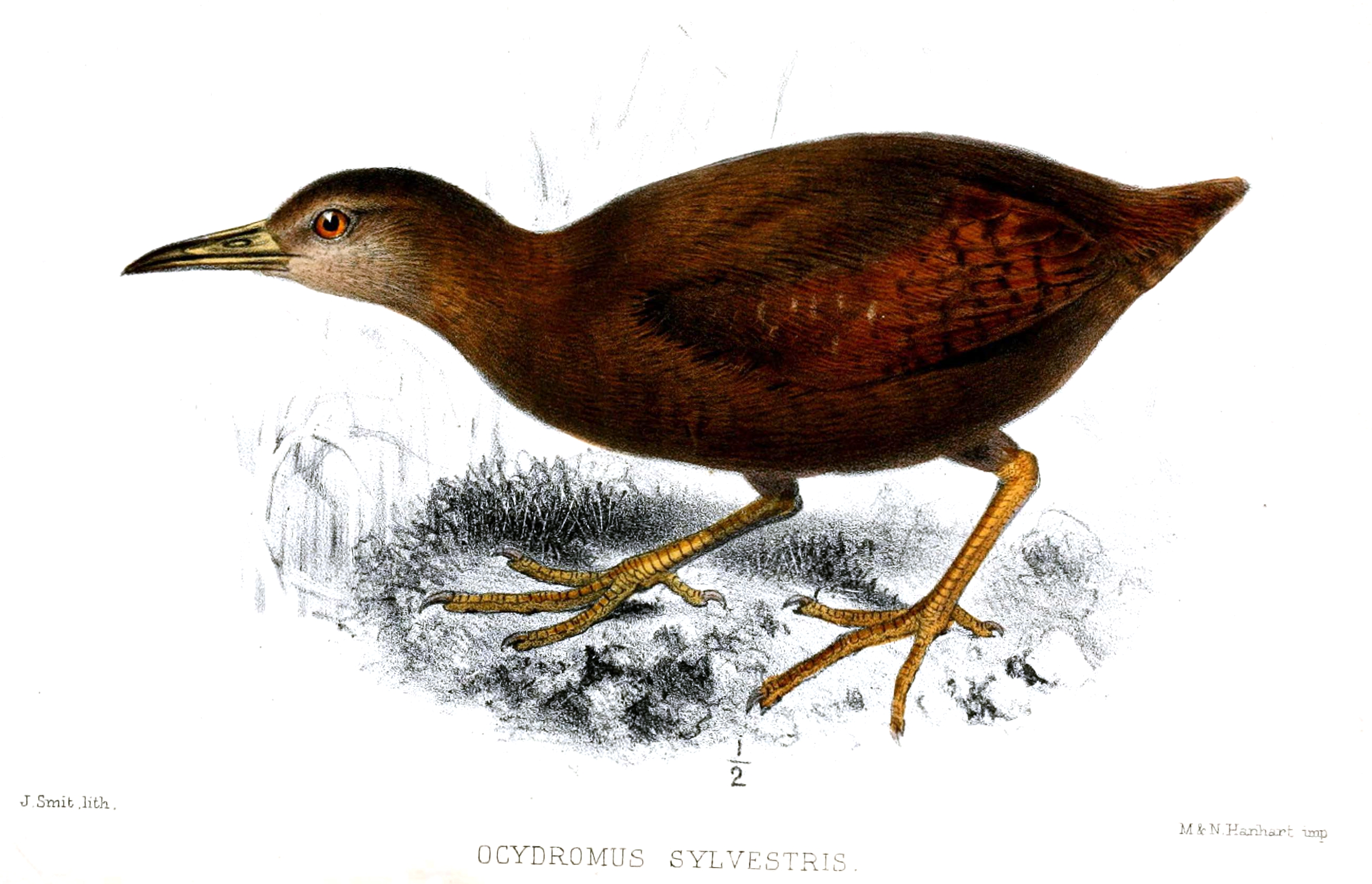
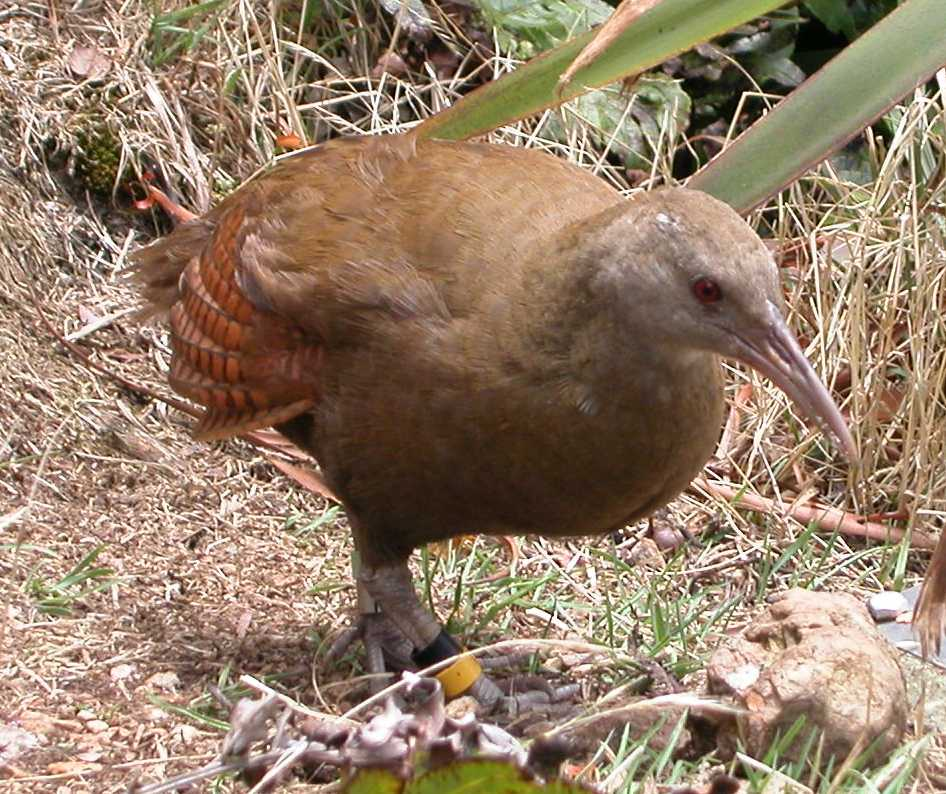
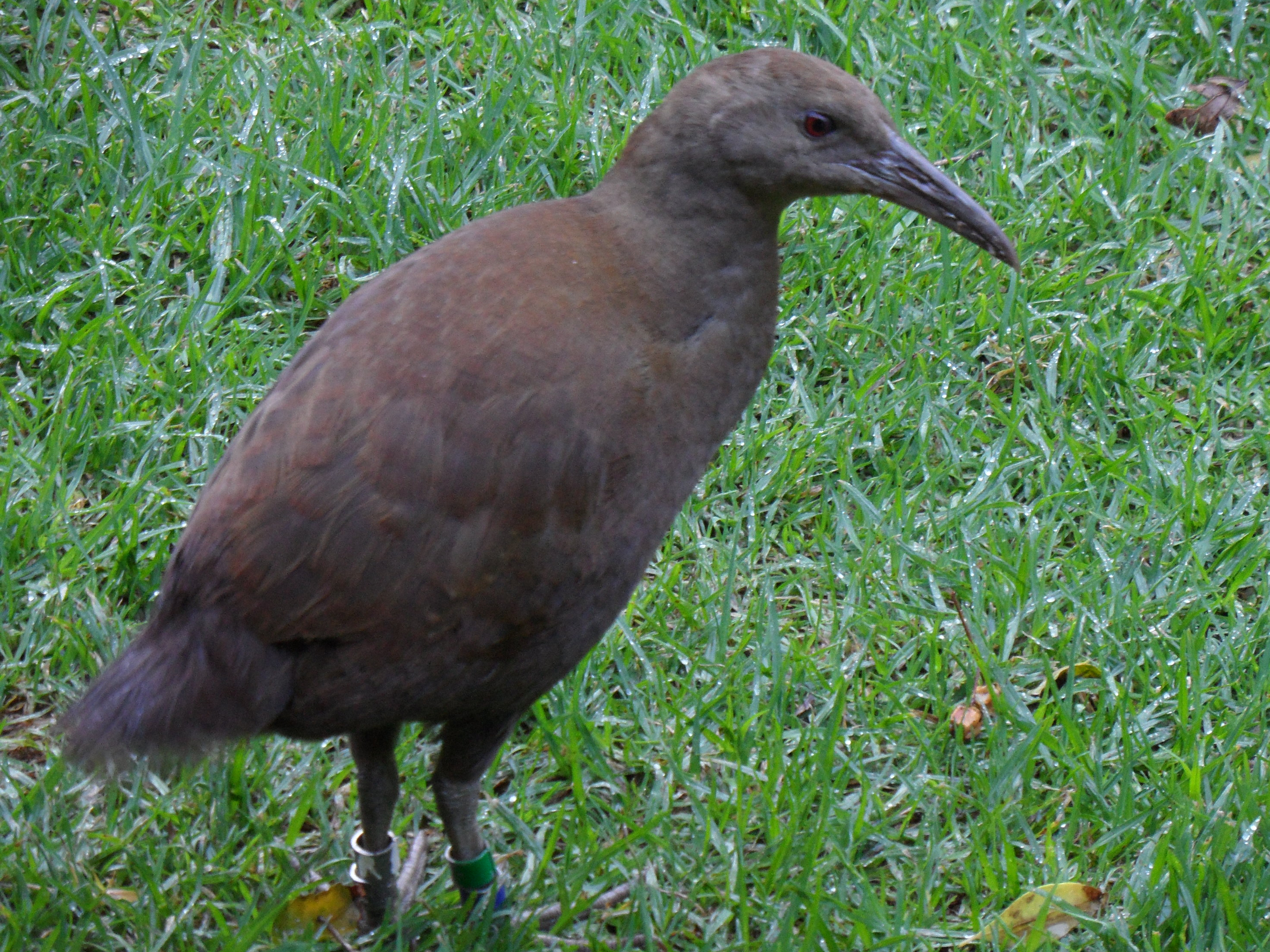